# 늪 (드라마)
《늪》은 2003년 11월 21일에 MBC에서 방영한 베스트극장이다. 2004년 제44회 몬테카를로 TV페스티벌 TV영화부문 최고작품상을 수상하면서 같은 해 7월 9일에 감독 편집판으로 재방송하였다.

## 등장 인물

### 주요 인물
- 박지영 : 윤서 역 - 성형외과 의사
- 김진근 : 준영 역 - 건축가, 윤서의 남편
- 하주희 : 채원 역 - 어린이 영어 강사, 윤서의 친동생 같은 동생
- 송재호 : 박 회장 역 - 윤서의 아버지

### 그 외 인물
- 정한헌 : 어린이 영어 학원장 역
- 이상숙 : 원장 부인 역
- 조현숙 : 혜영 역
- 김기현 : 의사 역
- 조명진 : 간호사 역
- 이미선 : 명품점원 역
- 공재원 : 보호사 역
- 구미옥 : 내연녀 역

## 삽입곡
- 아스토르 피아졸라(Astor Piazzolla) - 〈고독〉(Soledad)

## 수상
- 제44회 몬테카를로 TV페스티벌 TV영화부문 최고작품상 수상